# Caffeicoltura nella Costa Rica

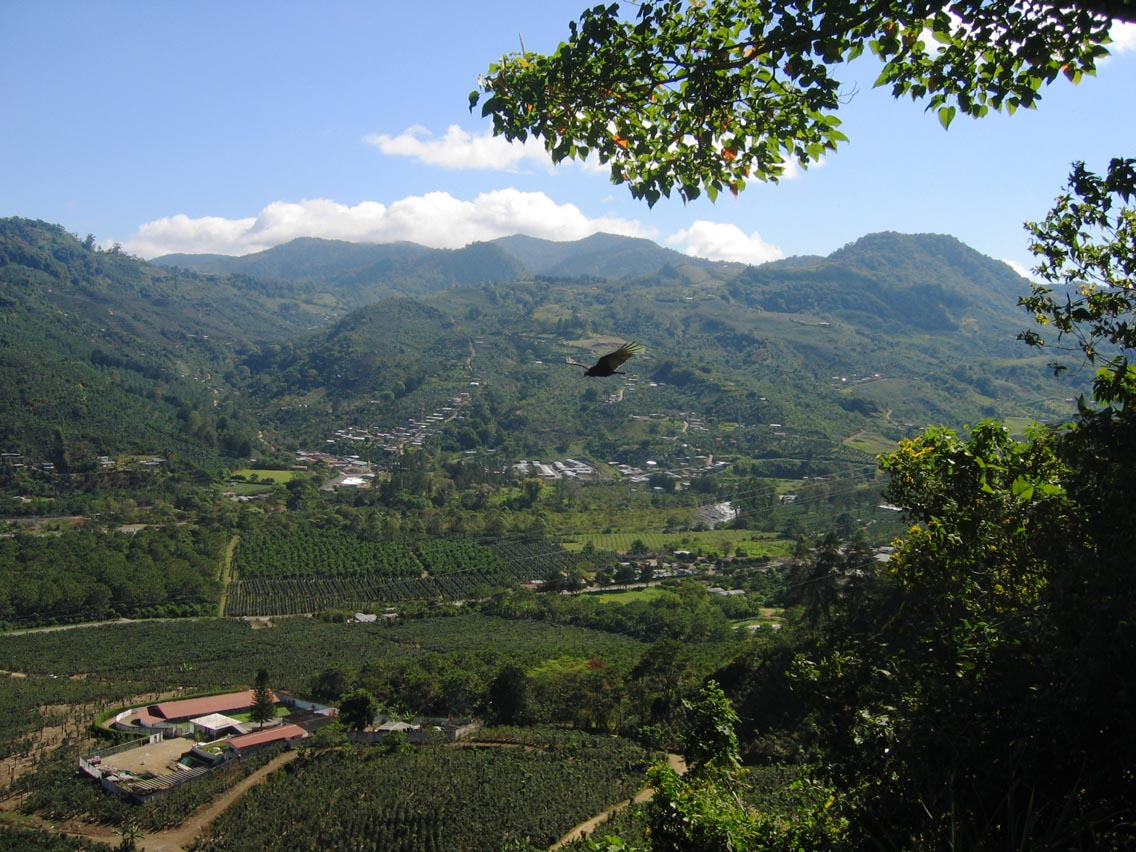
Piantagione di caffè nella valle di Orosi

La caffeicoltura nella Costa Rica ha svolto un ruolo fondamentale nella storia del paese e continua ancor oggi ad essere una voce importante per l'economia nazionale. Nel 2006 il caffè è risultato essere la 3º maggiore esportazione, dopo essere stata la 1° nell'export cash crop per diversi decenni. Nel 1997 il settore primario impiegava ancora il 28% dell'intera forza lavoro disponibile e rappresentava il 20% del totale del Prodotto nazionale lordo.
La produzione è passata da 158.000 tonnellate nel 1988 a 168.000 nel 1992. Le maggiori aree di coltivazione si trovano nella provincia di San José, nella provincia di Alajuela, nella provincia di Heredia, nella provincia di Puntarenas e nella provincia di Cartago; una parte del caffè è anche usata per il consumo interno dei principali centri urbani.
Essendo uno Stato di dimensioni ridotte la Costa Rica non rifornisce più dell'1% della produzione a livello mondiale. Nel 2005 il valore dato dalle vendite estere si è attestato a 305,9 milioni di dollari statunitensi, una piccola parte delle esportazioni agricole totali attestate a 2,7 miliardi o dell'insieme dell'export fissatosi a 12,6 miliardi.
La raccolta è aumentata del 13,7% nella stagione 2015-16, per poi diminuire del 17,5% nel 2016-17; si prevede però un nuovo aumento del 15% per gli anni venturi.

## Storia
La caffeicoltura nel paese, allora facente parte della Capitaneria generale del Guatemala, ebbe inizio nel 1779 nell'altopiano della Valle Centrale; territorio con condizioni ideali sia per il suolo che per il clima. La Coffea arabica fu introdotta direttamente dall'impero d'Etiopia.
Nel corso del XIX secolo il governo incoraggiò fortemente la coltura e l'industria del caffè contribuì a trasformare radicalmente un regime coloniale e un'economia di villaggio; diede vita direttamente a un'élite cittadina invogliandola verso la produzione organizzata di piantagione per l'esportazione su vasta scala.
Le esportazioni non vennero interrotte quando la Costa Rica si unì alle altre province dell'America Centrale in una dichiarazione congiunta d'indipendenza dall'impero spagnolo. Vennero offerti gratuitamente agli agricoltori terreni a chiunque avesse voluto occuparsi della coltivazione, mentre le autorità di alcuni comuni costrinsero addirittura gli abitanti a possedere almeno un certo numero di piante.
Nel corso degli anni 1830 le autorità adottarono le prime misure fiscali volte allo sviluppo della coltura. Al momento dell'indipendenza dagli altri Stati centroamericani il paese contava 17.000 alberi, permettendo così l'esportazione di 2 quintali di caffè in direzione del confine panamense (allora parte della Grande Colombia).
Il sistema si ampliò sempre più in gran parte come conseguenza della politica di apertura degli amministratori, anche se il problema rappresentato di "baroni del caffè" giocò la sua parte nella sperequazione interna e nella disuguaglianza socio-economica. Presto il caffè divenne una delle prime fonti di entrate, superando il cacao, il tabacco e la canna da zucchero già nel 1829.
Nel 1839 si raggiunsero le 9.000 tonnellate. Da quello stesso anno, a causa della violenza scatenatasi attraverso la guerra civile, i partiti affiliati al liberalismo - così come anche altrove in Centroamerica - iniziarono a perdere il potere politico; come conseguenza diretta una dittatura improntata al conservatorismo controllerà i gangli del potere fino al 1870.
Nel 1843 una spedizione partì alla volta dell'isola di Guernsey per incontrare William Le Lacheur, capitano della nave inglese "The Monarch"; egli aveva intuito il potenziale rappresentato da una collaborazione con i costaricani: impostò una rotta commerciale regolare e diretta verso la nuova nazione. Dopo aver cominciato ad inviare diverse centinaia di sacchi i britannici accrebbero il proprio interesse nei confronti della Costa Rica.
Già dal 1832 il paese, parte integrante della Repubblica Federale del Centro America, iniziò l'esportazione in Cile, da cui veniva rispedita nel Regno Unito sotto il marchio di "Café Chileno de Valparaíso". Ciò contribuì a creare sempre più possibilità di business; i mercantili britannici utilizzarono il porto cileno di Valparaíso come sede del reindirizzamento. 
Le Lacheur, dopo essersi arenato una prima volta con un carico di pellame nei pressi di Puntarenas, se ne tornò a Seattle con 550 quintali di caffè; assieme al fratello importò in seguito fino a 2.500 quintali per volta in Inghilterra. Acquistati e 3 pesos al quintale a San José venne venduto a 7 a Puntarenas, a 13 a Valparaiso ed infine a 20 nel continente europeo.
Gli inglesi cominciarono ad investire pesantemente nell'industria caffeicola, diventando così i principali clienti per le esportazioni fino alla seconda guerra mondiale. Nel biennio 1843-44 i piantatori con un capitale di oltre 1.000 pesos furono già 101, più numerosi di quelli con una somma minore e quasi quanti come i 160 in possesso della stessa redditività ma operanti in altri campi. Produttori e commercianti trasformarono l'economia costaricana e contribuirono alla modernizzazione generale, il che fornì inoltre la possibilità di fornire finanziamenti a giovani studenti i quali aspiravano ad andare a studiare in Europa.
I ricavi generali dell'industria caffeicola hanno anche permesso di finanziare la costruzione delle prime reti ferroviarie, che collegarono l'interno del paese con la costa dell'Oceano Atlantico nel 1890 (il "Ferrocarril al Atlántico"). Il teatro nazionale costaricano della capitale San José è una delle tante realizzazioni operate dai primi grandi piantatori del paese.
Il caffè rimase vitale per l'economia durante tutta la prima metà del XX secolo; i più grandi coltivatori furono membri di rilievo della società civile. A causa della sua centralità economica le oscillazioni dei prezzi causati dai cambiamenti delle condizioni lavorative in Brasile ebbero una grande risonanza nella Costa Rica. Quando il valore sul mercato globale cominciò a scendere il suo impatto arrivò ad influenzare notevolmente l'economia costaricana.
Nel 1955 è stata introdotta una tassa di esportazione sul caffè; sarà abolita solamente nel 1944. Nel 1983 l'infezione della "ruggine del caffè" (una delle principali sindromi batteriche del settore) si è accompagnata a tutta una serie di scioperi e proteste; questo ha colpito in maniera determinante l'industria caffeicola, gettando l'intero paese in una crisi la quale coincise oltretutto con i prezzi di mercato in ribasso. C'è stato un crollo netto di più del 40% a seguito della fine del sistema di quote proposto a suo tempo dal cartello caffeicolo mondiale.
Tra il 1988 e il 1992 la produzione è cresciuta da 158.000 a 168.000 tonnellate, ma i profitti erano diminuiti passando da 316 a 266 milioni di dollari. Nel 1989 la Costa Rica è entrata a far parte di un accordo stipulato da Guatemala, Honduras, Nicaragua e El Salvador volto a stabilire un piano di valorizzazione del caffè centroamericano; si è pertanto convenuto che il prodotto dovesse venire venduto a rate per assicurarne la stabilità sui mercati internazionali. Si è attuato anche un tentativo da parte dell'International Coffee Organization negli anni 1990 volto a mantenere le quote d'esportazione, il che avrebbe sostenuto i prezzi mondiali.
La produzione nell'area metropolitana attorno al cantone di San José negli ultimi anni è diminuita a causa degli effetti derivanti dalla Città diffusa. Mentre i centri urbani hanno visto una forte espansione verso le campagne i proprietari di piantagioni maggiormente afflitti dalla povertà sono stati molto spesso costretti a vendere alle corporazioni edilizie.